# Миньян
Минья́н (от иуд.-арам. מנין — «число»; др.-греч. ἀριθμός; ивр. מספר‎) — необходимый кворум для совершения публичного богослужения и проведения ряда религиозных обрядов в иудаизме.
Миньян представляет собой минимальную общинную единицу, состоящую из десяти евреев (см. зимун), в ряду с пятьюдесятью, сотнею, тысячею (Исх. 18:21). Миньян собирают ради произнесения молитв с Божиим именем יהוה‬ (утренней молитвы, амиды, ааронова благословения, похоронной молитвы, свадебной молитвы, послетрапезной молитвы, молитвы на чтение Торы и гафтары) и для засвидетельствования законности сделки (покупки земли, жены-еврейки, пленного еврея).
Считается, где собирается миньян, там Шхина присутствует (Пиркей авот 3), как понимают стих «Бог стал в сонме богов» (Пс. 81:1).

## В источниках
Мишна
В Мишне постановлено совершать литургические обряды и судебные только в присутствии не менее чем десятка (ивр. עשרה‎, лат. decurio — «десяток») евреев-мужчин:

Hе собираются ради произнесения молитвы, и не молятся перед шкафом со свитками Торы, и не возносят ладоней своих священники, и не молятся перед чтением свитка Торы, и не молятся перед чтением пророков, и не совершают утешений семикратным вставанием, и не говорят похоронную молитву, и свадебную молитву, и не произносят имя Господне собирающиеся на трапезе менее десятка евреев, а при выкупе земельных участков необходим девяток евреев со священником вместе, и при выкупе еврея так же.
Оригинальный текст (иврит)אין פורסין על שמע ואין עוברין לפני התיבה ואין נושאין את כפיהם ואין קורין בתורה ואין מפטירין בנביא ואין עושין מעמד ומושב ואין אומרין ברכת אבילים וחתנים ואין מזמנין על המזון בשם פחות מעשרה ובקרקעות תשעה וכוהן ואדם כיוצא בהן‎
— Мишна, Моэд, Мегила 4:3
Талмуд
В Талмуде установлен кворум из минимум десяти евреев-мужчин. Таким образом, 10 человек образуют общину. На еврейской свадьбе, длящейся всю неделю, в каждый из семи дней на свадьбу должен быть приглашён новый миньян из десяти евреев (Вавилонский Талмуд, Ктубот 7 б).
В некоторых общинах, в особых случаях, дозволяют миньян из девяти мужчин и одного несовершеннолетнего (мальчика, возрастом до 13-и лет), способного удержать свиток Торы. В других общинах, в особых случаях, дозволяют миньян из девяти мужчин в день, когда читают недельную главу Торы, потому что Тора заменяет недостающего человека. В Палестине разрешалось богослужение при наличии семи (и даже шести) евреев в молитвах «Кадиш» и «Барху». В реформистском иудаизме допускают включение в миньян также и женщин.
Миньян необходим, чтобы произнесённая молитва считалась молитвой всей общины, а не только личной. Некоторые отрывки в молитве нужно произносить только от лица общины. Поэтому, хотя молиться может каждый отдельно, рекомендуют это делать вместе. Отсюда название синагоги на иврите бет кнесет («дом собрания»), это может быть просто дом одного из евреев, в котором они собираются вместе для молитвы.